# Rio Jacarezinho
O rio Jacarezinho é um curso de água que banha o estado do Paraná. Da sua nascente até sua foz banha os municípios de Quatiguá, Joaquim Távora, Jacarezinho, Santo Antônio da Platina, Barra do Jacaré. Em Barra do Jacaré, deu origem ao nome do município, e fez parte da história da origem do município. Muitas vezes nas cheias dos meses de setembro a janeiro ocorrem inundações devido a geografia de sua trajetória, muito acidentada.